# Семёново (Ленинградская область)
Семёново — деревня в Ефимовском городском поселении Бокситогорского района Ленинградской области.

## История
СЕМЁНОВА — деревня Белоглазовского общества, прихода села Николы. 

Крестьянских дворов — 14. Строений — 18, в том числе жилых — 14. Мелочная лавка.

Число жителей по семейным спискам 1879 г.: 35 м. п., 36 ж. п.; по приходским сведениям 1879 г.: 39 м. п., 38 ж. п.

БЕЛОГЛАЗОВО — деревня Белоглазовского общества, прихода села Николы. 

Крестьянских дворов — 6. Строений — 8, в том числе жилых — 7. 

Число жителей по семейным спискам 1879 г.: 20 м. п., 20 ж. п.; по приходским сведениям 1879 г.: 15 м. п., 17 ж. п.

Сборник Центрального статистического комитета описывал её так:

СЕМЁНОВА — деревня бывшая государственная, дворов — 15, жителей — 90; лавка. (1885 год)

В конце XIX — начале XX века деревни административно относилась к Деревской волости 5-го земского участка 3-го стана Тихвинского уезда Новгородской губернии.

СЕМЁНОВО — деревня Белоглазовского общества, число дворов — 24, число домов — 35, число жителей: 51 м. п., 67 ж. п.; занятие жителей: земледелие, отхожие промыслы. Колодцы.
 
БЕЛОГЛАЗОВО — деревня Белоглазовского общества, число дворов — 7, число домов — 11, число жителей: 28 м. п., 22 ж. п.; занятие жителей: земледелие. Колодцы. (1910 год)

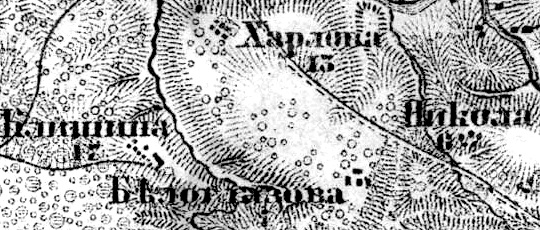
Деревня Семёново на карте 1917 года

Согласно военно-топографической карте Новгородской губернии издания 1917 года деревня называлась Белоглазова.
По данным 1933 года деревня называлась Белоглазово и входила в состав Михалёвского сельсовета Ефимовского района.
По данным 1966 года деревня Семёново входила в состав Михалёвского сельсовета.
По данным 1973 и 1990 годов деревня Семёново входила в состав Ефимовского сельсовета.
В 1997 году в деревне Семёново Ефимовской волости проживали 15 человек, в 2002 году — 8 человек (все русские).
В 2007 году в деревне Семёново Ефимовского ГП проживали 7 человек, в 2010 году — 6, в 2015 году — 7, в 2016 году — 6 человек.

## География
Деревня расположена в центральной части района к западу от автодороги 41К-285 (Сухая Нива — Михалёво).
Расстояние до административного центра поселения — 15 км.
Расстояние до ближайшей железнодорожной станции Ефимовская — 17 км. 
Деревня находится в междуречье Угницы и Тихвинки.

## Демография
| 1997 | 2002 | 2007 | 2010 | 2017 |
| ---- | ---- | ---- | ---- | ---- |
| 15   | ↘8   | ↘7   | ↘6   | →6   |